# Claudi de Torí
Claudi de Torí (810 - 827) fou un bisbe catòlic de Torí. Fou un cortesà de Lluís I el Pietós i un escriptor durant el Renaixement carolingi. Va relacionar-se amb Dructerà. Claudi és més conegut per ensenyar iconoclastia, una idea radical en aquell temps a l'Església llatina, i per alguns ensenyaments que prefiguraven la Reforma Protestant. Fou atacat com a heretge en obres escrites per Sant Dungal i Jonàs d'Orleans.